# Zlokutyani
Zlokutyani (macedónul: Злокуќани) település Észak-Macedóniában, a Pelagonijai körzet Bitolai járásában.

## Népesség
| Lakosok száma | 173  | 156  | 23   | 65   | 59   | 38   | 20   |      |
|               | 1948 | 1953 | 1961 | 1971 | 1981 | 1991 | 1994 | 2002 |

2002-ben lakatlan település, korábban törökök éltek itt.